# Brigades internationales
Pour les articles homonymes, voir Brigades internationales (1974-1977), Légion internationale pour la défense territoriale de l'Ukraine et Légion étrangère (homonymie).
Les Brigades internationales les plus connues sont celles qui, sous le nom espagnol de Brigadas Internacionales, se sont battues aux côtés des républicains contre les rebelles nationalistes, lors de la guerre civile espagnole, entre 1936 et 1938. Elles étaient composées de volontaires antifascistes venus de 53 pays différents. Selon des estimations, — durant la totalité de la guerre — entre 32 000 et 35 000 volontaires servirent dans les Brigades internationales, dont 15 000 moururent au combat ; il n'y avait cependant jamais plus de 20 000 brigadistes présents sur les fronts  simultanément. Parmi les brigadistes, on a pu compter 600 femmes (dont 96 étaient des Françaises).
Les Brigades avaient leur quartier général sur la base aérienne de Los Llanos, à Albacete. Les volontaires participèrent à la bataille de Madrid, aux combats du Jarama, de Guadalajara, de Brunete, de Belchite (1937), de Teruel, du front d'Aragon et de l'Èbre (1938). 
Ils furent retirés et dissous par le gouvernement espagnol à partir du 23 septembre 1938, afin de souscrire aux exigences du comité de non-intervention.
Les brigadistes ne représentaient cependant pas l'ensemble des volontaires étrangers engagés aux côtés des républicains espagnols. Beaucoup, par anti-stalinisme, rejoignirent plutôt les rangs du Parti ouvrier d'unification marxiste (POUM), à l'exemple de George Orwell. D'autres, comme les Français, Italiens, Allemands ou Américains du « Groupe International » de la Colonne Durruti (CNT/FAI) ou les militants de l'Association internationale des travailleurs (AIT), s'engagèrent auprès des milices confédérales anarcho-syndicalistes de la Confédération nationale du travail espagnol (CNT) .

## Formation

### Les premiers volontaires étrangers en Espagne (juillet – août 1936)
Les brigadistes ne furent ni les premiers ni les seuls volontaires étrangers à se battre en Espagne en faveur de la République. Dès les premiers jours du coup d'État militaire de juillet 1936, des étrangers, principalement des Français, franchissent les Pyrénées afin de participer aux combats : certains intègrent par exemple la colonne Durruti. André Malraux, avec le soutien implicite de Pierre Cot, ministre de l'Air français, constitue une escadrille aérienne, qu'il appelle España. Il dirige pendant six mois des missions de bombardements, avec le grade de colonel. Finalement, la publication de son roman L'Espoir en 1937, s’inspire largement de son expérience.
D'autres sont déjà présents sur le sol espagnol au moment des événements de juillet et se rallient au gouvernement légal : ce sont généralement des Allemands et des Italiens qui ont fui les dictatures fascistes de leur pays pour trouver asile en Espagne. Mais ces troupes sont extrêmement dispersées et peu organisées.
On compte enfin quelque 200 à 300 volontaires issus des rangs des athlètes réunis à Barcelone pour les Olympiades populaires, programmées entre les 19 et 26 juillet 1936, en protestation contre les JO de Berlin, mais interrompues par le coup d'État des 17 et 18 juillet 1936. Les athlètes participèrent aux combats de rue de la capitale catalane et à la prise de l'hôtel Colón, près de la Rambla. Mais la plupart d'entre eux quittèrent l'Espagne dès le 24 juillet.
Ces premiers volontaires étrangers se rassemblent au sein d'unités originales, portant le nom de héros du siècle passé, tel que le bataillon « Walery Wroblewski », héros de la Commune de Paris, ou le bataillon « Tom Mann », un socialiste anglais.

### La création des Brigades internationales (septembre – octobre 1936)
Sous suggestion de Maurice Thorez (secrétaire du Parti communiste français) et avec l'accord du NKVD, Willy Münzenberg (chef de la propagande du Komintern pour l'Europe occidentale) propose à Staline, le 18 septembre 1936, de « procéder au recrutement parmi les ouvriers de tous les pays des volontaires ayant une expérience militaire en vue de leur envoi en Espagne ». L'idée est de créer une organisation internationale de volontaires afin d'aider la République espagnole et de recruter le plus largement possible, des communistes évidemment, mais également des anarchistes, des socialistes ou de simples compagnons de route.
Dans un premier temps, Staline reste favorable à la neutralité, afin de ne pas se brouiller avec ses « alliés objectifs » français et britanniques, animateurs du Comité international pour la non-intervention depuis le 26 août 1936. Après des accusations des communistes trotskistes, selon lesquelles il ferait le « jeu du fascisme » ; il décide  de soutenir publiquement les Républicains. Une lettre ouverte écrite par lui-même est publiée dans le Mundo Obrero (organe du Parti communiste espagnol), le 17 octobre 1936, ayant pour destinataire José Díaz Ramos (secrétaire général du même parti) dans laquelle il affirme son soutien.
Les Brigades internationales sont officiellement créées par un décret du gouvernement espagnol le 22 octobre 1936.

### Recrutement, formation et organisation

Drapeau des Brigades internationales

C'est le Komintern qui est chargé de superviser l'organisation des Brigades internationales, et ses membres sont omniprésents. Le bureau de recrutement, qui est actif depuis le 18 septembre, est basé à Paris, sous la direction du général soviétique d'origine polonaise Karol « Walter » Świerczewski. 
Le ministère de la Défense soviétique décide d'apporter l'aide matérielle, tandis que le Parti communiste français doit fournir des uniformes aux brigadistes. C'est le Yougoslave Tito qui est chargé d'assister les volontaires originaires d'Europe orientale.
Chaque brigade est divisée en bataillons, eux-mêmes subdivisés en centuries, pour ne pas calquer les dénominations militaires. L'uniforme est embryonnaire, souvent une tenue de velours noir.
Les combattants n'ont aucun contrat, et la durée de leur engagement n'est pas définie. Les volontaires sont envoyés par train ou bateau de France vers Espagne. Tandis que d'autres traversent la frontière par leurs propres moyens. Les premières unités ne suivent qu'un entraînement rudimentaire et sont engagées dans la défense de Madrid, assiégée depuis le 8 novembre, dans le secteur de la Casa de Campo. Ils sont amalgamés aux défenseurs espagnols dans la proportion d'un homme pour quatre, dans le but de les soutenir moralement et de transmettre leur expérience militaire.
Par la suite, l'organisation s'améliore. Les brigadistes rejoignent Albacete, en Castilla-La Mancha, qui devient rapidement le siège du quartier général des Brigades internationales. Ils y reçoivent l'aide du comité d'organisation de la División Orgánica de Albacete, créée le 23 octobre par Francisco Largo Caballero (président du gouvernement) dans le but de subvenir aux besoins des brigadistes. Les dirigeants, stationnés sur la base aérienne de Los Llanos, sont tous issus du Komintern : André Marty est nommé commandant, Luigi Longo (surnommé Gallo) est inspecteur général, et Giuseppe Di Vittorio (surnommé Nicoletti) est le chef commissaire politique. 
Les brigadistes sont répartis en plusieurs camps, éparpillés dans les villages de La Roda, Mahora, Tarazona de la Mancha, Villanueva de la Jara et Madrigueras. La discipline y est extrême : les brigadistes subissent un entraînement militaire poussé et restent enfermés plusieurs semaines, le temps de leur formation[réf. nécessaire].
Dans son témoignage sur la guerre civile espagnole, Sygmunt Stein évoque la présence de nombreux chômeurs, clochards et repris de justice notamment dans le bataillon franco-belge que les communistes avaient réussi à recruter parmi les « déclassés ». L'historien Pierre Broué évalue à 20 % le contingent d'« aventuriers, mercenaires ou autres égarés dans cette aventure politique ».
Des travailleurs français au chômage (important à cette époque), surtout ceux d'origine étrangère, sont partis soutenir les combattants républicains en échange d'un salaire donné à la famille restée en France.

### Des motivations multiples
Les motivations sont multiples. Chez les Italiens, les Allemands et autres Européens venant de pays contrôlés par des gouvernements répressifs, le combat en Espagne est vu comme une première étape pour restaurer la démocratie ou promouvoir une cause révolutionnaire dans leur propre pays. Chez les Français, la proximité joue à plein. Les volontaires font l'analogie entre les gouvernements de Front populaire français et espagnol, et entre les menaces militaro-nationalistes française et espagnole.
Il semble cependant que l'antifascisme ne fut pas l'unique motivation. Nombre de brigadistes ne souhaitaient pas défendre la « démocratie bourgeoise », mais la révolution prolétarienne et la mise en place d'un État ouvrier.
Enfin, quelque 500 communistes [de quels pays?] qui avaient été exilés en URSS sont envoyés en Espagne : leur expérience militaire était appréciable. Parmi eux on retrouve en effet des chefs militaires qui se sont illustrés lors de la Première Guerre mondiale, comme Manfred « Kléber » Stern, Wilhelm « Gomez » Zaisser, Máté « Lukacs » Zalka et Janos « Gal » Galicz, qui représentèrent une valeur inestimable dans le combat.
Les motivations peuvent être parfois plus prosaïques. On retrouve également beaucoup de chômeurs, et des aventuriers.

## Composition des Brigades internationales

### Origines des brigadistes
| Nationalité  | Effectifs      | Nationalité     | Effectifs      |
| ------------ | -------------- | --------------- | -------------- |
| Français     | 9 000,         | Irlandais       | 250            |
| Italiens     | 3 350          | Soviétiques     | 3 000          |
| Allemands    | 2 200 – 5 000  | Autrichiens     | 1 300 – 5 000  |
| Suisses      | 408 – 800      | Suédois         | 800            |
| Britanniques | 2 000          | Hongrois        | 528 – 1 500    |
| Belges       | 1 600 – 1 722  | Polonais        | 3 000, – 3 113 |
| Néerlandais  | 628            | Tchécoslovaques | 1 006 – 1 500, |
| Américains   | 2 341 – 2 800, | Roumains        | 1 200          |
| Cubains      | 1 000          | Bulgares        | 462            |
| Mexicains    | 90             | Yougoslaves     | 1 500 – 1 660  |
| Canadiens    | 1 546          | Estoniens       | 200            |
| Grecs        | 160            | Chypriotes      | 60             |
| Chinois      | 10             | Albanais        | 36             |
| Portugais    | 134            | Algériens       | 500            |
|              |                | Autres          | 1 122          |

Le recrutement commence par la formation de 23 bataillons, composés chacun de 6 brigades. Des quotas par pays sont fixés par le Komintern et rapidement remplis par les différents partis communistes français, allemand et italien. En revanche, le nombre de volontaires des communistes britanniques et américains reste beaucoup plus faible proportionnellement, en partie à cause de la réticence de leurs pays respectifs, ayant signé le traité du Comité international pour la non-intervention.
Les volontaires étrangers étaient groupés en formations par langues, comme la Brigade Abraham Lincoln, composée de Canadiens et d'Américains, avant que les Canadiens fussent assez nombreux pour constituer leur propre bataillon Mac-Pac.
La Commune de Paris était une formation francophone, les Allemands antinazis étaient dans le bataillon Thälmann, bataillon Edgar André, les Italiens anti-fascistes dans le bataillon Garibaldi. Le bataillon Saklatava regroupait Britanniques, Irlandais et les ressortissants de divers pays du Commonwealth. Bien d'autres unités étaient mixtes : parce qu'ils étaient surtout francophones, des Roumains, juifs ou non mélangés, ont combattu dans le groupe franco-belge « Ana Pauker » de la 35e division, commandé par le Français Gaston Carré et le Roumain Valter Roman (pas encore père du futur Premier ministre roumain Petre Roman) ; d'autres étaient engagés dans les groupes Dimitrov, Marty, Louise Michel ou Tchapaïev, tandis que le bataillon « Jarosław Dombrowski », composé majoritairement de communistes polonais, mais aussi hongrois et tchèques, avait une sous-section, la compagnie « Naftali Botwin », composée uniquement de Juifs, eux aussi polonais, hongrois ou tchécoslovaques.
En juin 1937, on estime que les Brigades internationales comptaient environ 59 000 combattants, dont 5 000 Anglo-Américains, 3 000 Belges, 4 000 « Balkaniques », 25 000 Français, 5 000 Germano-Italiens, 5 000 Polonais et 12 000 autres origines dont une dizaine de Chinois ; les Soviétiques, dont le nombre ne dépassait jamais plus de 500 à la fois, ont peut-être été 3 000 en tout et n'étaient pas, hormis quelques aviateurs, des combattants, mais des conseillers et des instructeurs militaires, logistiques et politiques, occupant des positions relativement importantes, à l'état-major ou dans la chaîne de commandement.

### Ordre de bataille des Brigades internationales
- XIe Brigade internationale
  - 1er bataillon Edgar André (allemand)
  - 2e bataillon Commune de Paris (franco-belge)
  - 3e bataillon Dombrowski (polonais, tchèque et hongrois)
  - Bataillon Hans-Beimler (allemand)
  - Bataillon 12 febbraio (autrichien)
- XIIe Brigade internationale
  - 1er bataillon Thälmann (allemand)
  - 2e bataillon Garibaldi (italien)
  - 3e Brigade André Marty (franco-belge)
- XIIIe Brigade internationale
  - 1er bataillon Louise Michel (franco-belge)
  - 2e bataillon Tchapaiev (balkaniques)
  - 3e bataillon Henri Vuillemin (français)
  - 4e bataillon Miskiewicz Palafox (polonais et autres slaves)
- XIVe Brigade internationale
  - 1er bataillon Nueve Naciones (neuf nations comme son nom l'indique)
  - 2e bataillon Domingo Germinal (hispanophone)
  - 3e bataillon Henri Barbusse (français)
  - 4e bataillon Pierre Brachet (franco-belge)
  - Bataillon Vaillant Couturier (franco-belge)
- XVe Brigade internationale
  - 1er bataillon Dimitrov (bulgares, yougoslaves, roumains, polonais et tchèques)
  - 2e bataillon Britannique (britannique)
  - 3e bataillon Abraham Lincoln (américain, irlandais)
  - 4e bataillon Six Février (franco-belge)
  - Bataillon Mackenzie-Papineau (canadien)
  - Bataillon Spagnolo (sud-américain)
  - Bataillon George-Washington (américain)
- 129e Brigade internationale
  - 1er bataillon Masaryk (de) (tchécoslovaque)
  - 2e bataillon Dayachovitch (bulgare)
- 150e Brigade internationale
  - 1er bataillon Rakosi (hongrois)

## Principales opérations militaires
- La bataille de Madrid

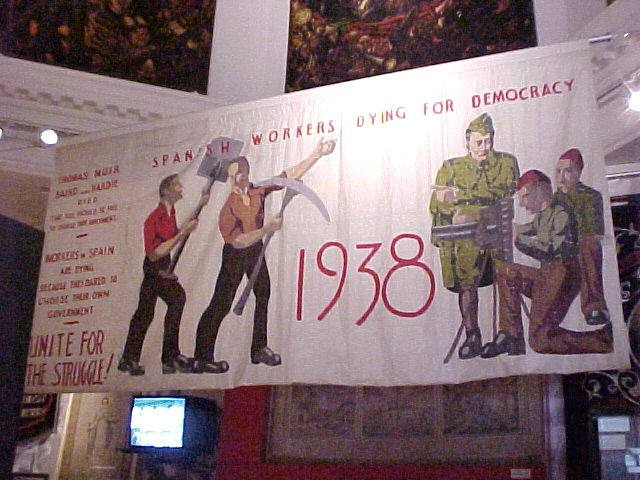
Affiche datant de 1938 appelant les travailleurs écossais à s'engager dans les brigades internationales (conservée au People's Palace, Glasgow).

- La garde de la route Madrid-Valence
- La bataille du Jarama
- La bataille de Belchite
- La bataille de l'Èbre
- La bataille de Guadalajara

Les Brigades internationales représentent une force vitale pour la défense de Madrid. Au début de 1937, elles contribuaient à empêcher, en subissant des pertes énormes, l'encerclement de Madrid par les troupes nationalistes, notamment lors de la bataille du Jarama en février, où elles gardaient le contrôle de l'axe routier Madrid-Valence. Les pertes sont toujours importantes. En mars 1937, les Brigades sont aussi impliquées dans la bataille de Guadalajara. Elles jouent un rôle substantiel dans les offensives ultérieures, comme la prise de Belchite et de Teruel. Dans la phase défensive finale de la guerre, les Brigades jouaient un rôle stratégique dans l'attaque de diversion spectaculaire des républicains sur l'Èbre, afin de tenter de rétablir le contact avec la Catalogne. Cependant, malgré leurs premiers succès et après avoir subi trois mois de bombardements d'artillerie intenses sous une chaleur torride, les républicains doivent se retirer.
Le rôle souvent décisif des Brigades internationales s'explique aussi par l'expérience acquise par certains brigadistes plus âgés lors de combats de la Première Guerre mondiale face à une armée espagnole restée neutre durant cette guerre.
Malgré leur soutien, les républicains perdent finalement la guerre face aux nationalistes de Franco soutenus par les forces de l'Axe.
Proportionnellement à sa population, le Canada avait plus de volontaires dans les Brigades internationales que tout autre pays, à l’exception de la France qui a une frontière commune avec l’Espagne. Le Canadien Norman Bethune, médecin pneumologue et chirurgien thoracique, a créé l'Unité mobile de transfusion sanguine qui opérait sur la ligne de front avant d'aller rejoindre la 8e armée de marche de Mao Zedong pour créer les premières MASH (Military Advanced Surgical Hospital) ou Antennes chirurgicales Militaires Avancées.

## Crimes et répression contre les trotskistes et les anarchistes
Les Brigades internationales sont rapidement entièrement contrôlées par des membres du Komintern. André Marty, envoyé par l'IC dès août 1936 porte le titre d'« inspecteur général des Brigades internationales ». Il est lié au Grupo de información, un service de renseignements mis en place par les Soviétiques sous la direction de Marcel Rosenberg (en), ambassadeur de l'Union soviétique en Espagne. Cet organisme, qui reçoit ses ordres d'Iagoda, chef du NKVD, fait la chasse aux trotskistes et aux anarchistes.
Un grand nombre de témoins de l'époque et la presse libertaire française focalisent leurs dénonciations sur la personne d'André Marty, bientôt désigné par le surnom de « boucher d'Albacete ». Dans ses souvenirs de la guerre d'Espagne, le brigadiste polonais Sygmunt Stein, qui a connu Marty à Albacete, le présente sous le jour d'un stalinien sanguinaire qui inspirait la terreur à ses camarades de combat. Il évoque également la présence de nombreux délinquants notamment parmi les anciens membres de la Légion étrangère française désireux davantage d'échapper à la justice que de combattre les troupes de Franco.
Les méthodes brutales de Marty semblent indéniables. Il y a par exemple aux archives du Komintern un rapport du 19 février 1937 sur la « situation d'ensemble des brigades et forces internationales » où il conseille « de liquider Malraux ». Sa participation à la condamnation et à l'exécution du commandant Delasalle, dans le contexte de la lutte contre les anarchistes et les poumistes, a été établie par Nick Guillain. Jacques Delperrié de Bayac avançait dans un livre pionnier les Brigades internationales (1968) le nombre de 50 victimes disciplinaires. Arnaud Imatz, spécialiste de la guerre d'Espagne avance qu'André Marty est « responsable de la mort de plus de 500 brigadistes internationaux ». D'autres auteurs sont loin de ces chiffres. Le dépouillement des archives de Moscou n'incite pas l'historien Rémi Skoutelsky à valider « la légende des 500 fusillés de Marty ». L'historien de sensibilité communiste Philippe Robrieux voit en Marty « un emporté et un fanatique quelque peu mythomane », mais pas l'organisateur des crimes staliniens commis par le NKVD en Espagne.

## Fin des Brigades internationales et postérité

### La dissolution (septembre – octobre 1938)
À la suite de la bataille de l'Èbre, la situation se fait de plus en plus difficile pour les républicains. Le gouvernement de Juan Negrín estime alors comme prioritaire le rétablissement de bons rapports avec la France et le Royaume-Uni afin d'obtenir des crédits supplémentaires, la levée de l'embargo sur les armes et le renvoi des volontaires étrangers qui soutiennent les nationalistes. Pour cela, le gouvernement républicain se soumet à la décision de la Société des Nations et dissout les Brigades internationales le 21 septembre 1938.
Le 23 septembre, les brigadistes livrent leur dernier jour de combat. Ils sont ensuite progressivement regroupés : le 27 octobre 1938, les volontaires des armées du Centre et du Levant sont rassemblés à Valence, tandis que ceux qui sont engagés en Catalogne sont réunis à Barcelone. Le lendemain, 28 octobre, les 13 000 hommes restants défilent dans les rues, acclamés par la foule et en présence des autorités : le président de la République Manuel Azaña, le président du gouvernement Juan Negrín, le président de la Généralité Lluís Companys, le général Vicente Rojo Lluch et la Pasionaria, Dolores Ibárruri.
La plupart des brigadistes sont rapatriés dans leur propre pays. Cependant, une partie des brigadistes est originaire de l'Allemagne nazie, de l'Italie fasciste ou de pays qui, comme la Hongrie, ont des gouvernements autoritaires de droite. Ils ne peuvent donc pas retourner en toute sécurité chez eux. Plusieurs décident de rester en Espagne : ils obtiennent la citoyenneté espagnole d'honneur et sont intégrés dans les unités espagnoles de l'Armée populaire. Quant aux volontaires belges, ils perdent leur citoyenneté pour avoir servi dans une armée étrangère. Les derniers volontaires étrangers présents sur le sol espagnol, une trentaine de Tchécoslovaques, embarquent fin mars 1939 à Alicante sur un navire anglais.

### Les brigades après la guerre d'Espagne

#### En France

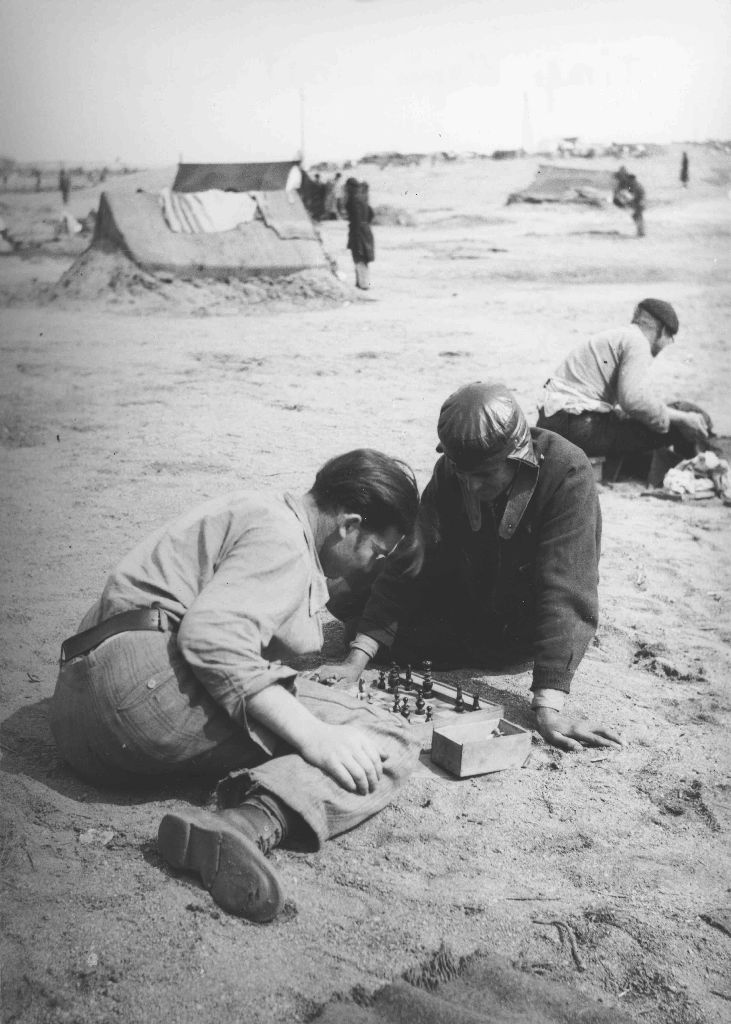
Deux républicains jouant aux échecs dans la partie réservées aux Brigades internationales dans le camp d'Argelès-sur-Mer.

Les brigadistes qui étaient restés en Espagne après 1938 sont, comme les autres combattants républicains, repoussés par les soldats nationalistes. En 1939, à la suite de la débâcle de Catalogne, une grande partie d'entre eux traverse la frontière et rentre en France. Ils sont alors, comme les 450 000 autres Espagnols qui fuient les représailles franquistes, internés dans des camps improvisés mis en place le long de la côte méditerranéenne, notamment à Argelès-sur-Mer, Saint-Cyprien, Agde et Gurs.
Toujours internés au moment du déclenchement de la Seconde Guerre mondiale, les anciens brigadistes subissent des fortunes diverses. En vertu de l'article 19 de l'armistice du 22 juin 1940, les internés allemands et autrichiens sont livrés aux nazis. La plupart passent par le camp de Drancy avant d'être acheminés vers l'Allemagne, en particulier à Dachau, où se trouvait un bloc réservé aux anciens brigadistes, l’Interbrigadistenblock. D'autres, tels que le juif Kurt Goldstein (de), sont directement envoyés à Auschwitz.
D'autres brigadistes s'engagèrent dans la Résistance française : on peut citer Artur London, Henri Rol-Tanguy (responsable FFI de Paris en 1944), Jean Chaintron, Auguste Lecœur. Nombreux le payèrent de leur vie, tels Jules Dumont, fusillé le 15 juin 1943, Pierre Rebière, fusillé le 5 octobre 1942, Marcel Lamant (ancien brigadiste et commissaire politique de bataillon, dénoncé, torturé puis fusillé au fort du Mont Valérien), Marcel Langer (guillotiné à Toulouse en 1943), Jean Grandel, fusillé à Châteaubriant le 22 octobre 1941 ou encore Joseph Epstein (surnommé « colonel Gilles », un communiste polonais fusillé au fort du Mont-Valérien le 11 avril 1944).
La qualité d'anciens combattants est accordée en 1996, par Jacques Chirac, aux survivants français des Brigades internationales, à la demande des députés communistes, dont trois fils de brigadistes, José Fort, Jean-Claude Lefort et François Asensi. Cette demande avait jusque-là été refusée, y compris sous la présidence de François Mitterrand.

#### En Espagne
Les droits acquis par les anciens brigadistes sont évidemment perdus après la défaite républicaine du 1er avril 1939 et la mise en place du système franquiste, qui perdure jusqu'en 1975.
Le 26 janvier 1996, le gouvernement du socialiste González Márquez décide de rétablir les droits acquis en 1938 et accorde la nationalité espagnole aux anciens brigadistes, au cas où ils n'auraient pas de nationalité propre ou à la condition qu'ils y renoncent.
Cette mesure a été confirmée par le gouvernement du socialiste Zapatero, qui a étendu les droits des brigadistes au titre de la loi sur la mémoire historique, en les autorisant à conserver leur nationalité antérieure s'ils le désirent.

#### En Allemagne de l'Est et dans lespays de l'Est
Après la Seconde Guerre mondiale, l'Allemagne de l'Est se trouva dans le besoin d'un « mythe fondateur » propre, qui ne se réduise pas à l'épopée de la conquête de l'Allemagne nazie par l'Armée rouge, comme la bataille de Berlin. La guerre civile espagnole et l'aventure des Brigades internationales sont devenues une partie importante de la mémoire de l'Allemagne de l'Est, en raison du nombre important de communistes allemands qui avaient servi dans les brigades.
Les autres pays communistes célébrèrent également les héros de la guerre d'Espagne et les anciens brigadistes furent honorés comme les précurseurs de la lutte antifasciste. Même si certains brigadistes eurent de belles carrières dans leurs pays, tel Valter Roman, plus connu comme père de Petre Roman, d'autres furent victimes de purges, tel Artur London, vice-ministre des Affaires étrangères de Tchécoslovaquie, arrêté en 1951 dans le cadre du procès de Prague en 1952, accusé de « conspiration contre l’État » et condamné à la prison à perpétuité. D'autres procès se déroulent au même moment en Bulgarie et en Hongrie. En Roumanie, l'écrivain Alexandre Jar (1911-1988) est exclu de l'Union des écrivains en 1956.

#### En Suisse
Les volontaires suisses sont rapatriés tardivement par rapport aux Français ou aux Belges. Quelque 170 volontaires suisses furent tués durant la guerre. À leur retour, les survivants furent jugés pour avoir servi une armée étrangère. Les tribunaux militaires prononcèrent 420 peines, de deux semaines à quatre ans de prison, dépouillant les condamnés de leurs droits politiques. Les propositions pour une amnistie furent plusieurs fois repoussées, comme en 1939 ou en 2002, en vertu de cette loi. En mars 2009, l'Assemblée fédérale a finalement adopté un projet de loi d'amnistie — une poignée des brigadistes est cependant encore en vie.

#### Au Canada
Les survivants du bataillon Mackenzie-Papineau furent à leur retour au pays surveillés par la Gendarmerie royale du Canada. Stigmatisés, on leur refusa l'exercice de plusieurs emplois administratifs. Certains furent même empêchés de servir dans l'armée pendant la Seconde Guerre mondiale en raison de leur « manque de fiabilité politique ». Ironiquement, alors que la guerre faisait rage contre les forces de l'Axe, ils étaient étiquetés comme premature antifascists (antifascistes prématurés).

#### Aux États-Unis
Les anciens volontaires furent étiquetés comme « anti-fascistes prématurés » par le FBI. Pour ceux qui servirent dans l'armée américaine, on leur refusa toute promotion. Plusieurs furent également inquiétés par les comités du Congrès lors de la « chasse aux sorcières » maccarthyste.
Hugh Thomas écrit que les passeports des volontaires (morts ou vivants) furent rassemblés à Moscou par le NKVD pour permettre des infiltrations d'agents soviétiques aux États-Unis.

### Monuments dédiés aux brigadistes

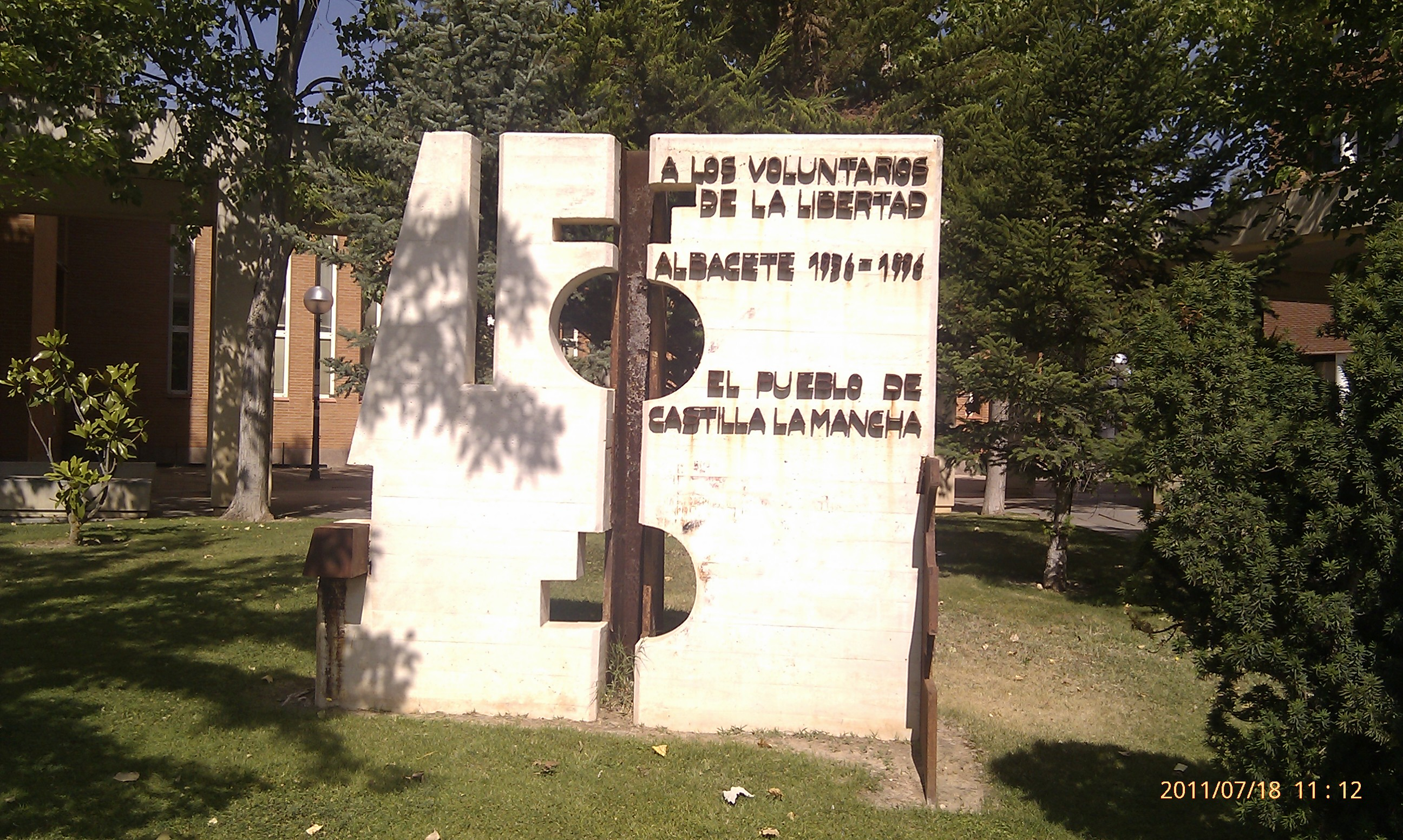
Monument aux Brigades internationales à Albacete, siège de leur quartier général.
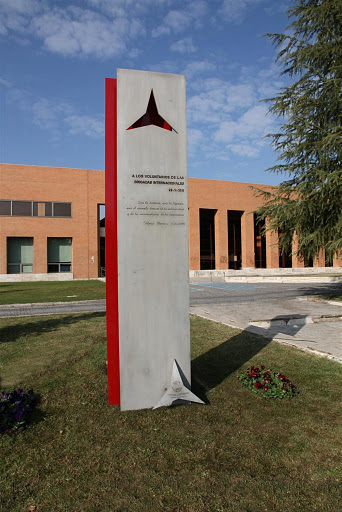
À la cité universitaire de Madrid.
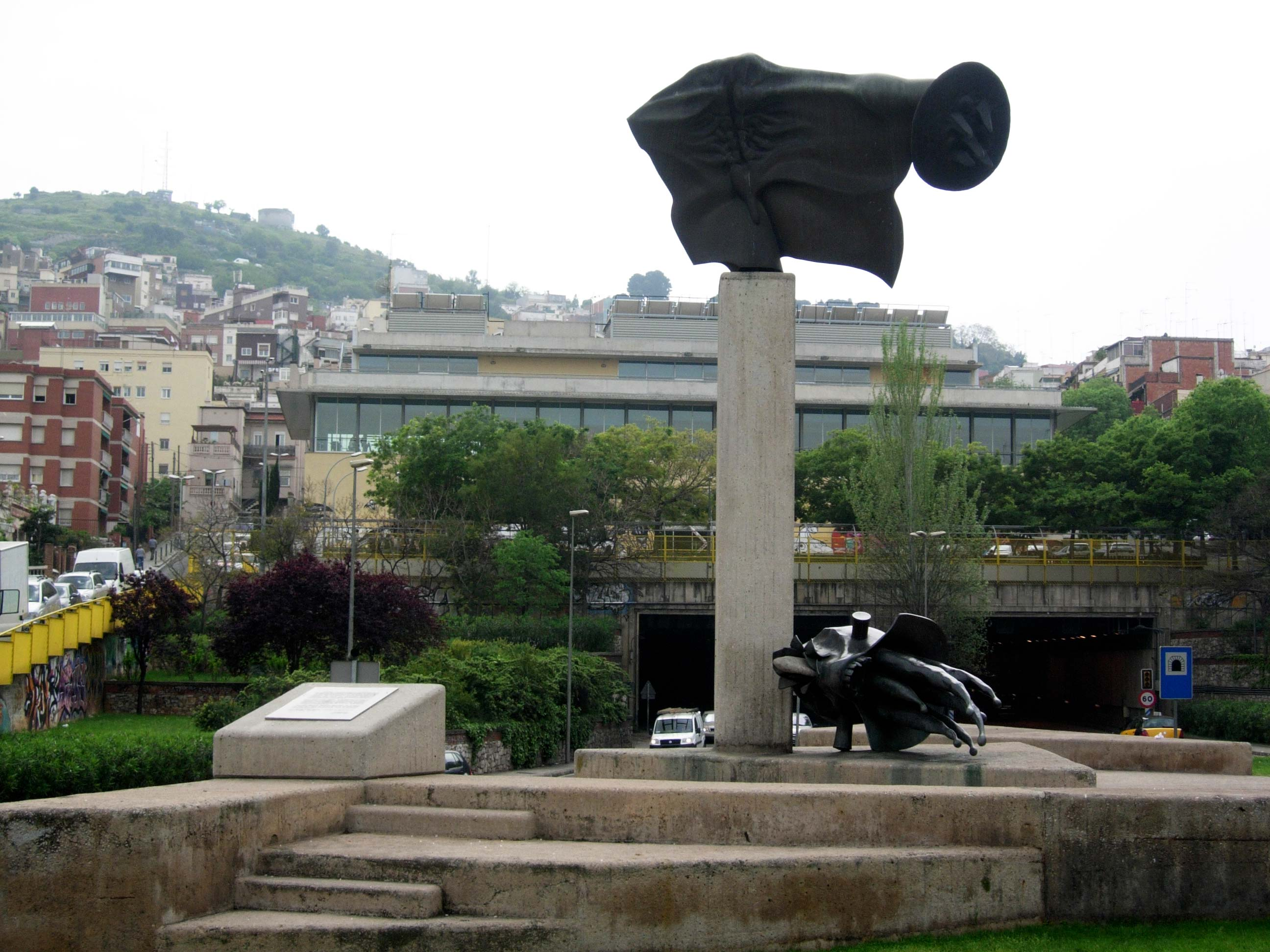
À Barcelone.
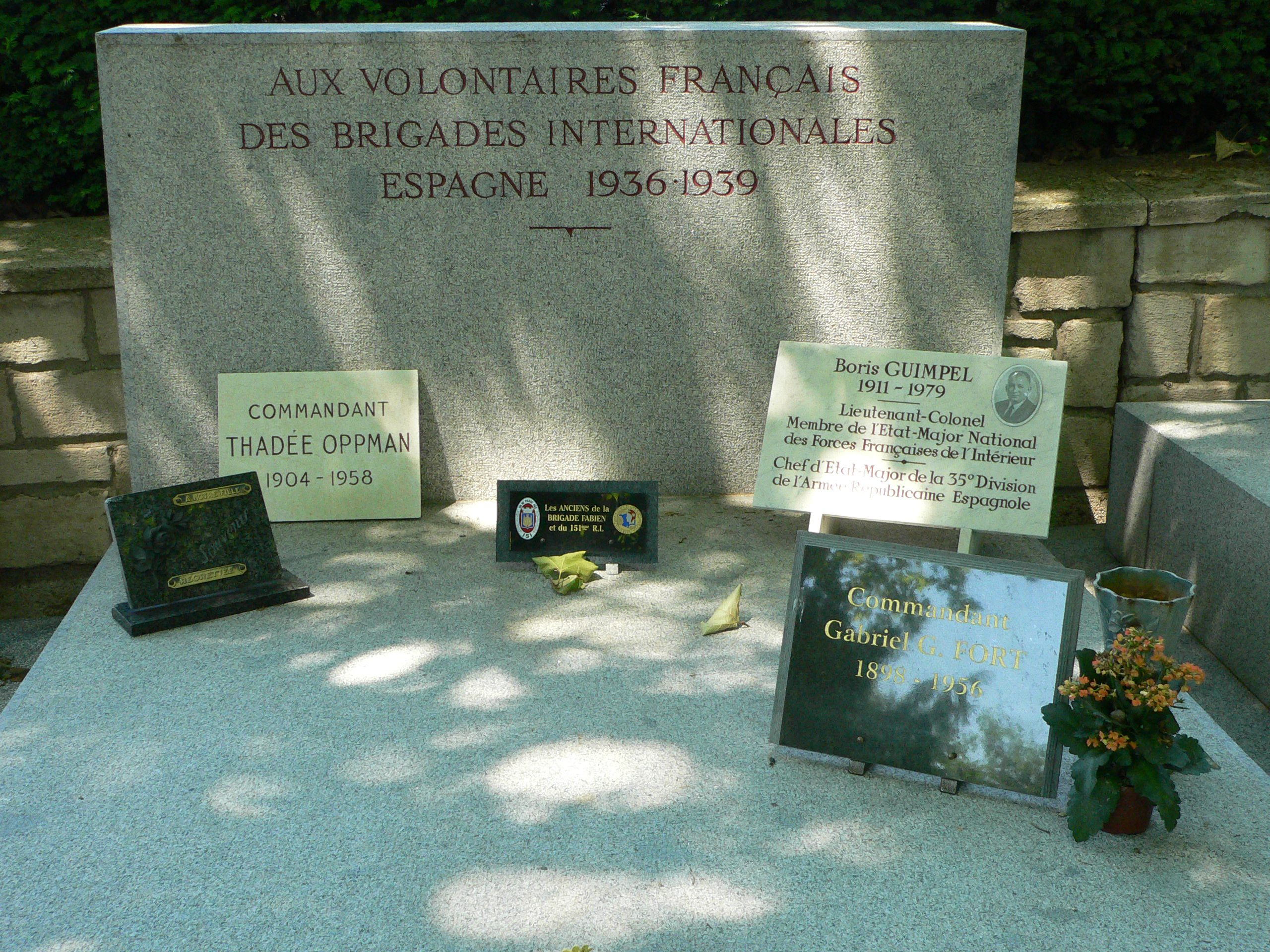
À Paris.
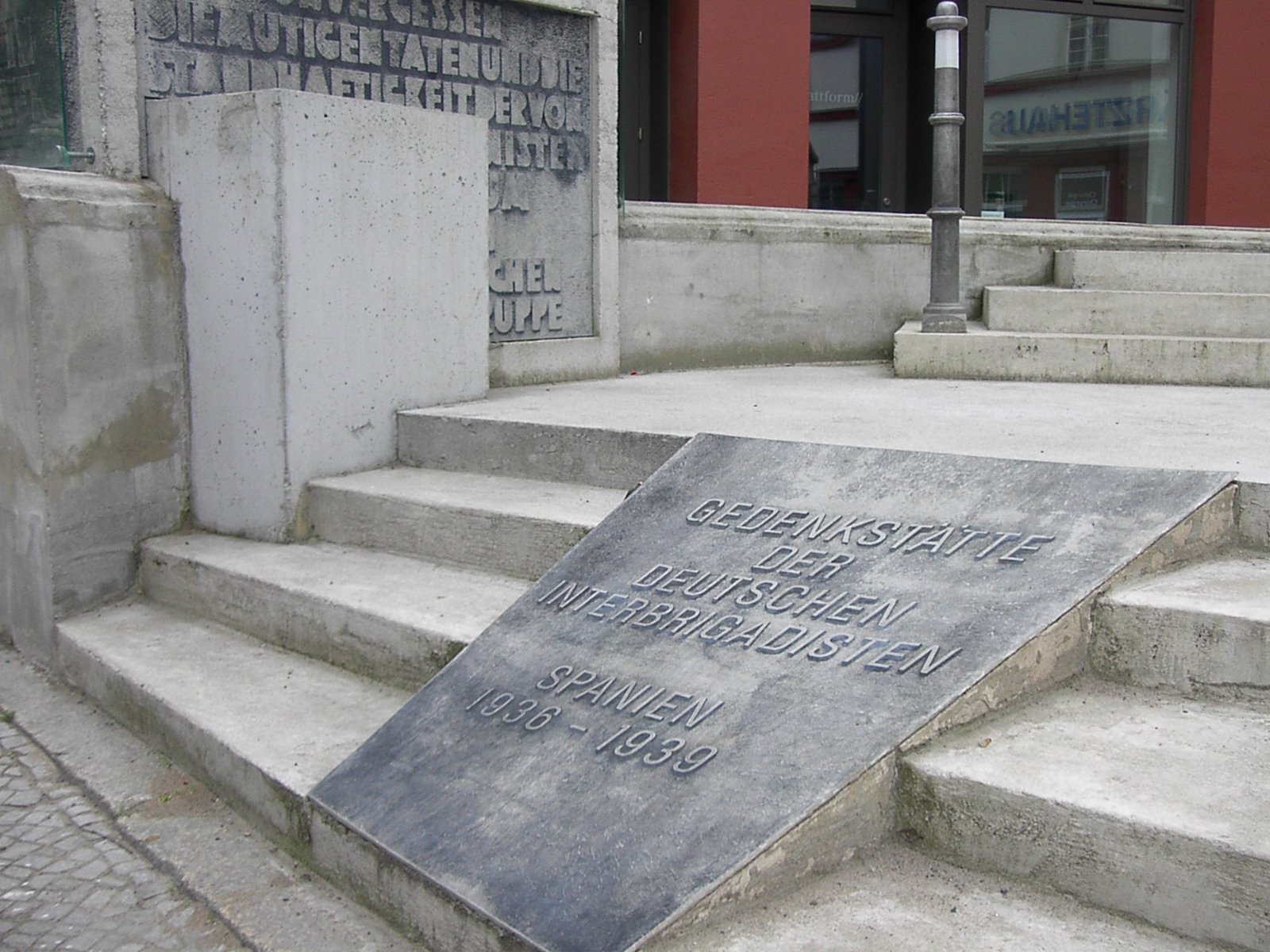
À Berlin-Est.
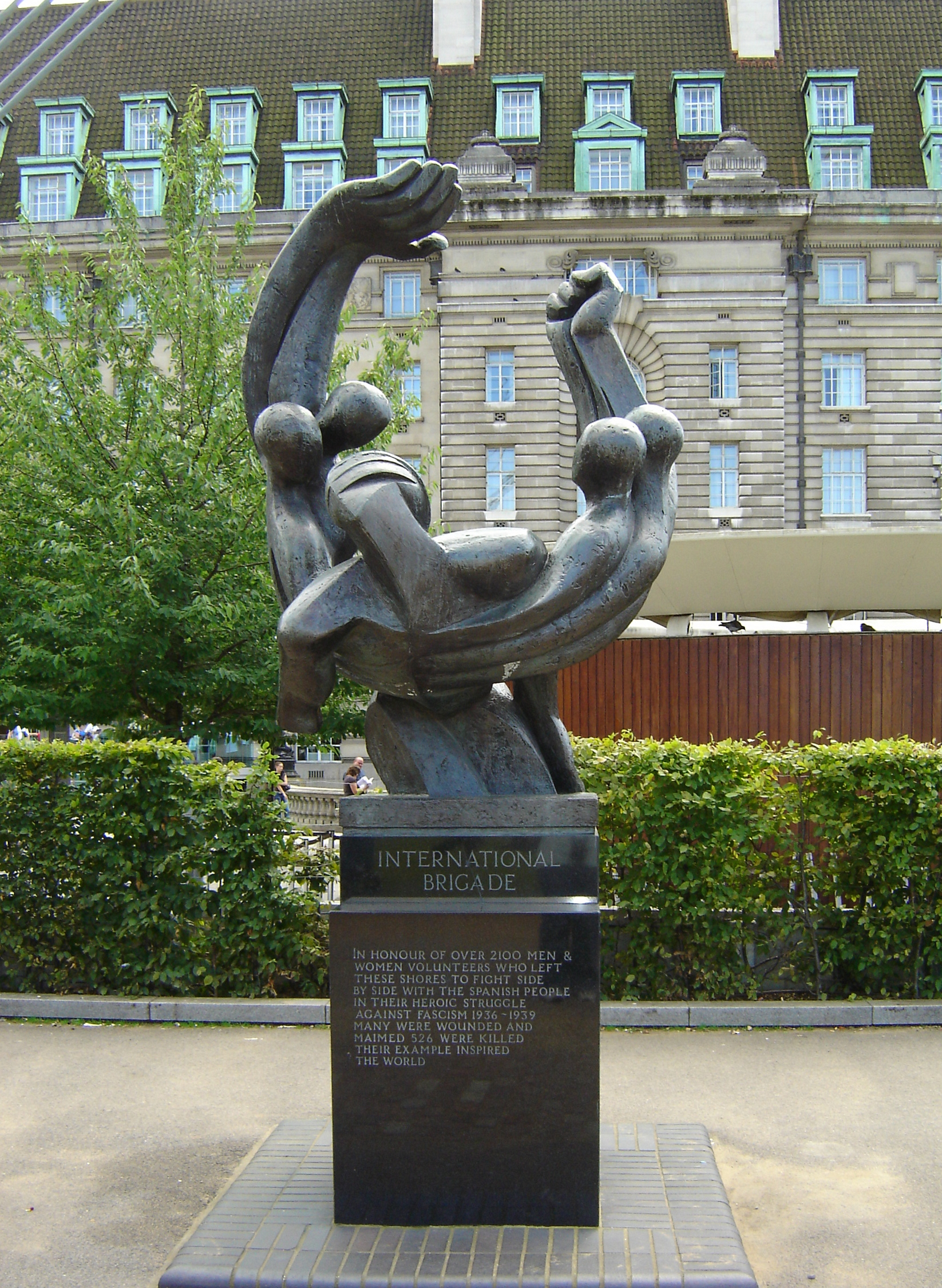
À Londres, dans le quartier de Lambeth.
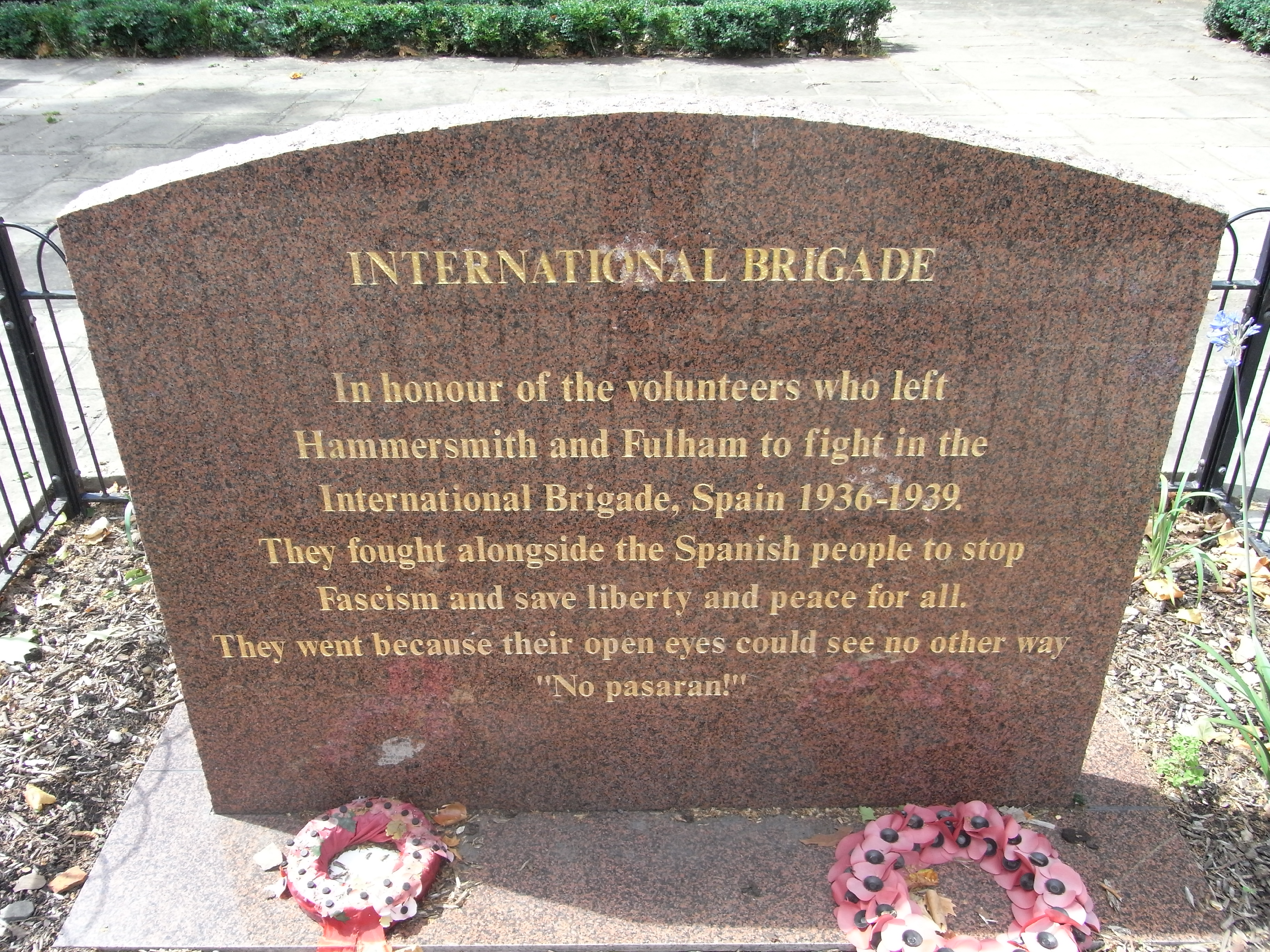
À Londres, dans le quartier de Fulham.
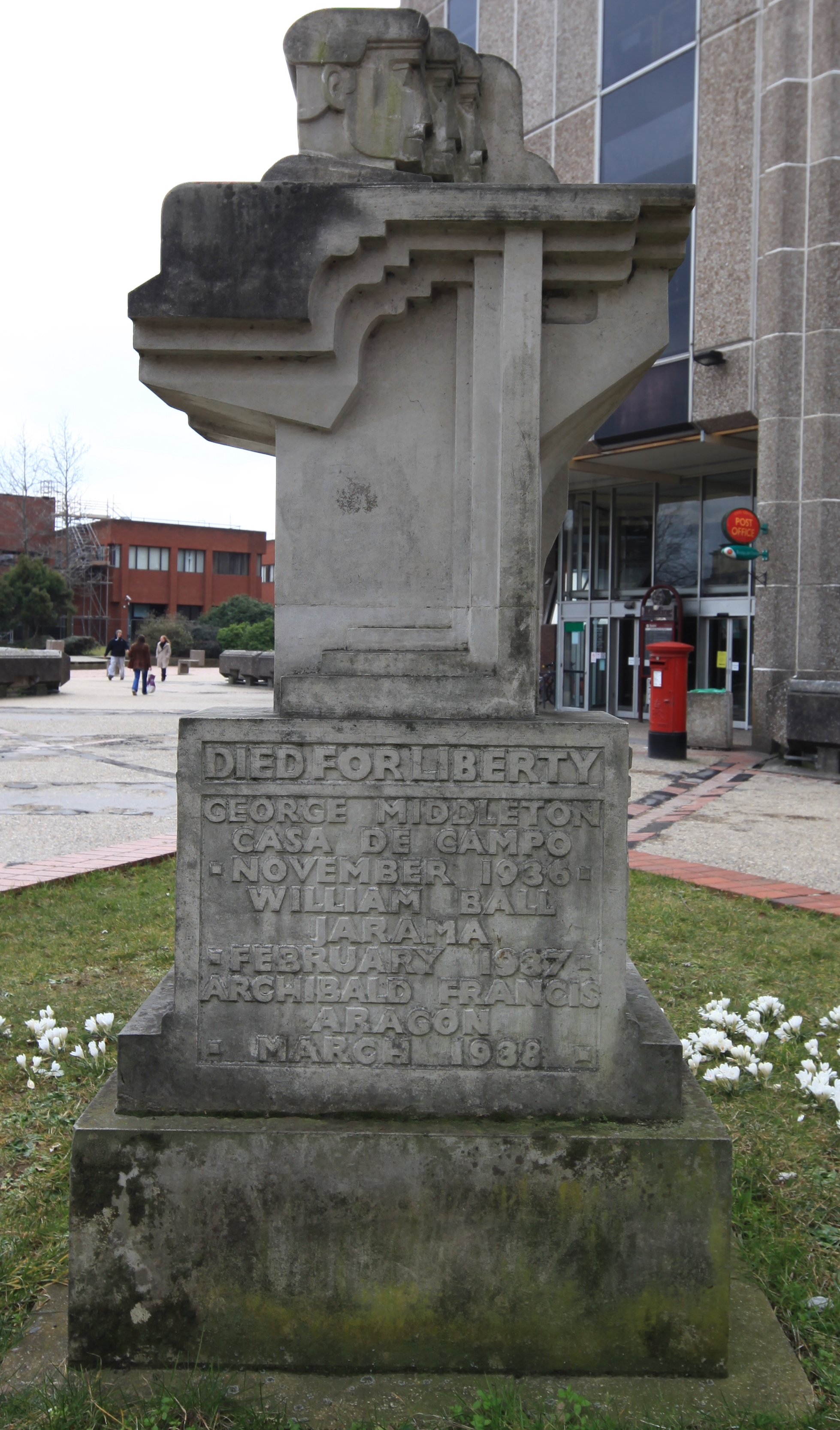
À Reading (Angleterre).
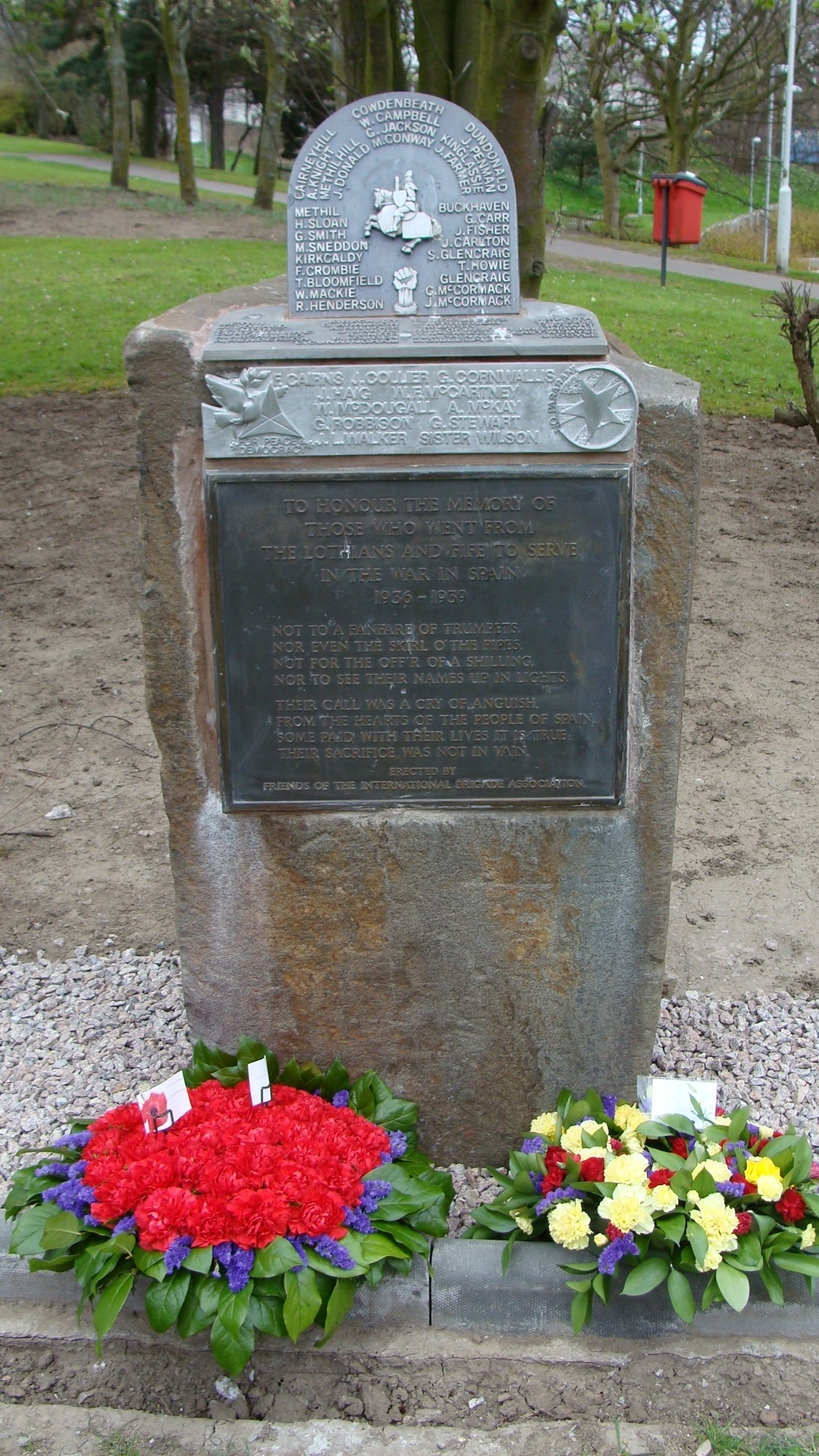
À Kirkcaldy (Écosse).
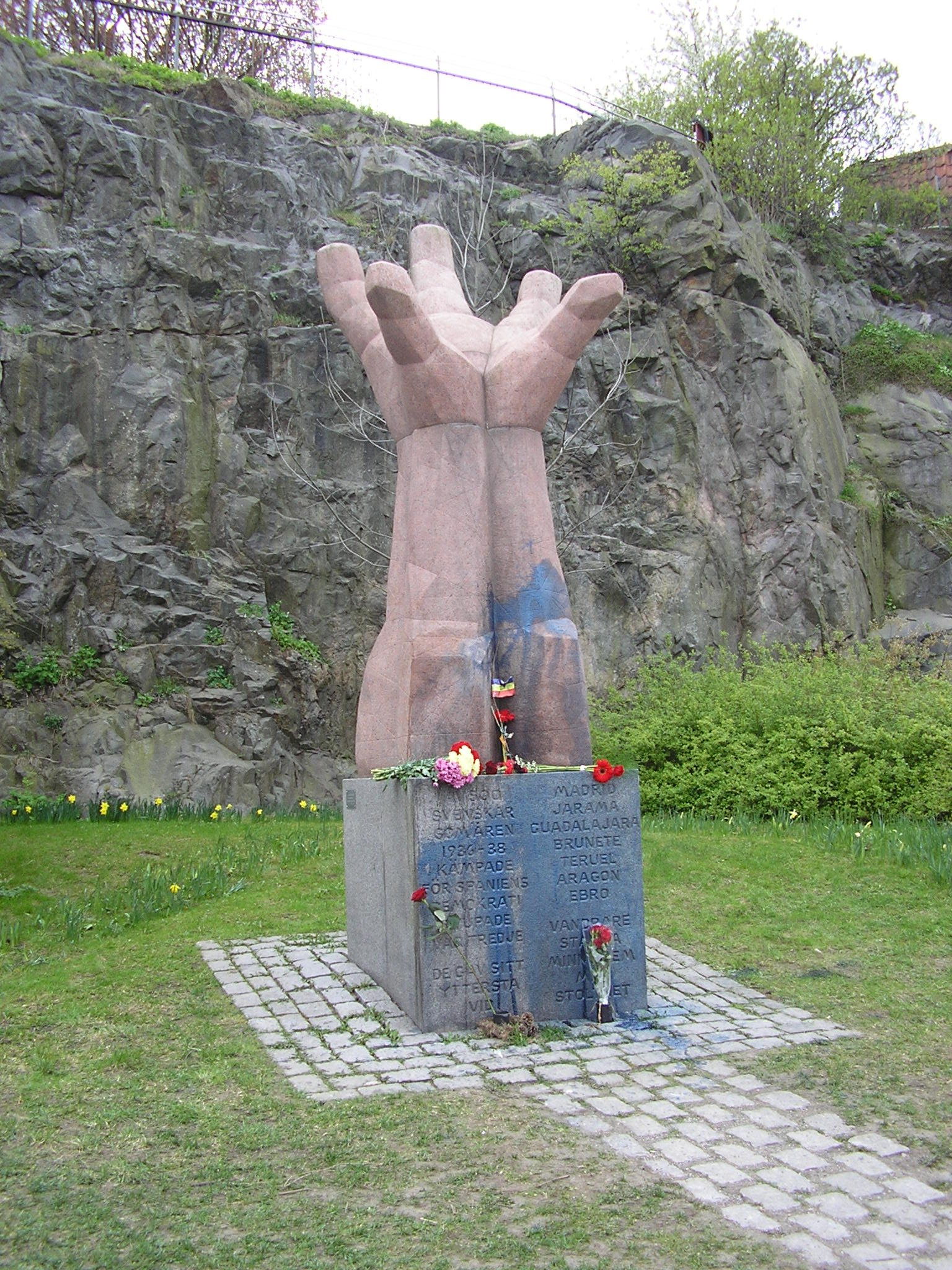
À Stockholm.
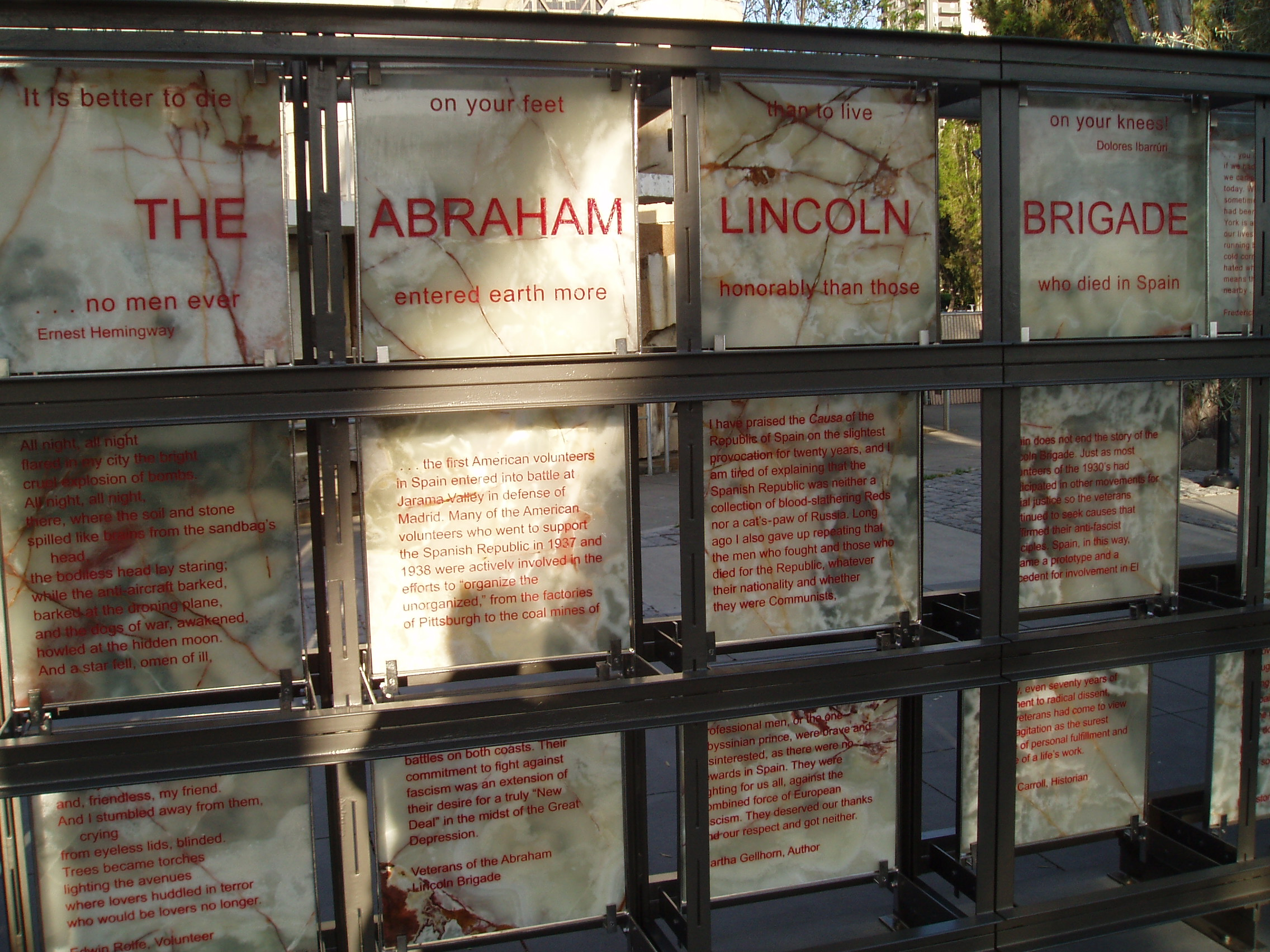
À San Francisco.
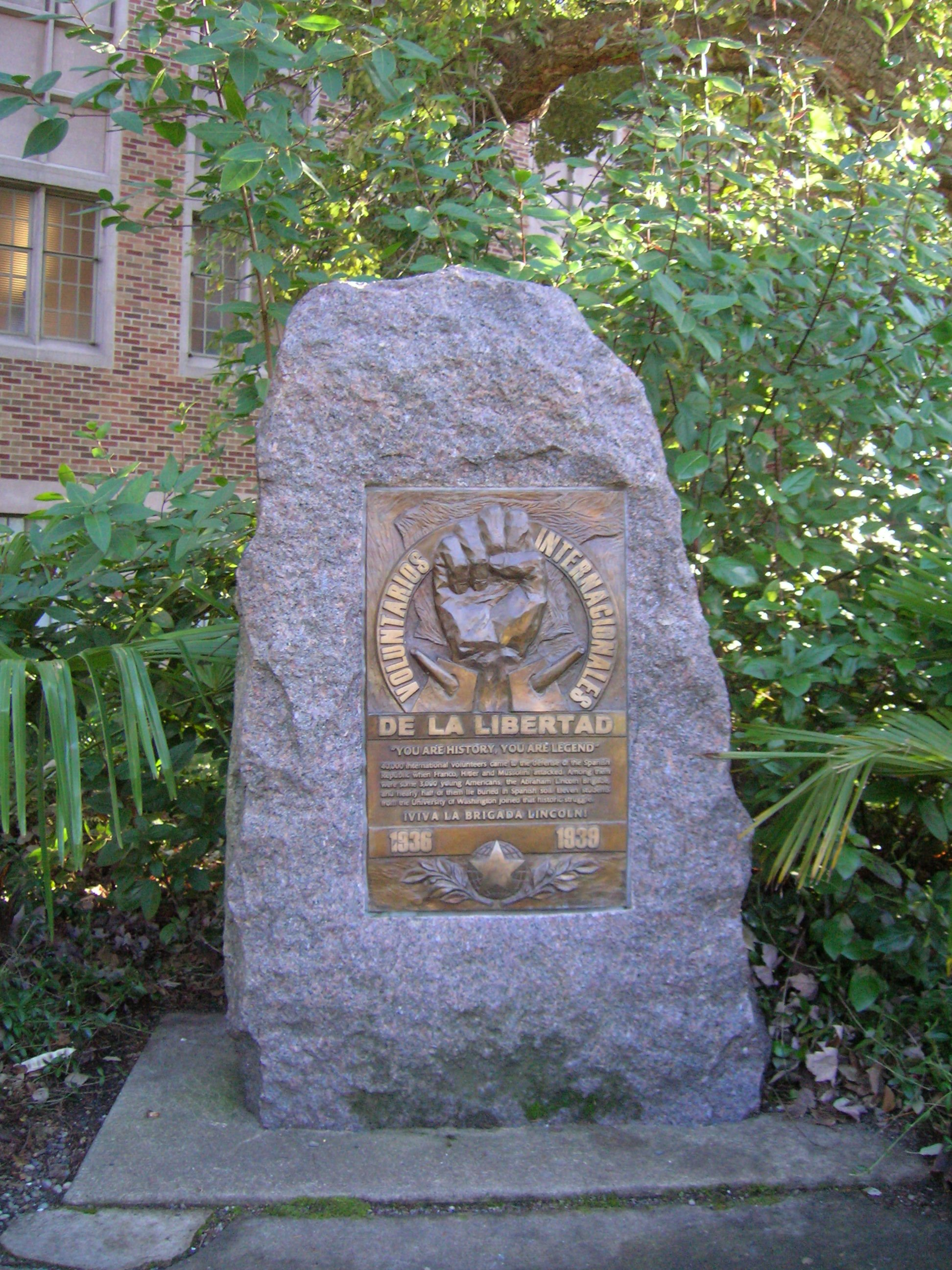
À Seattle.
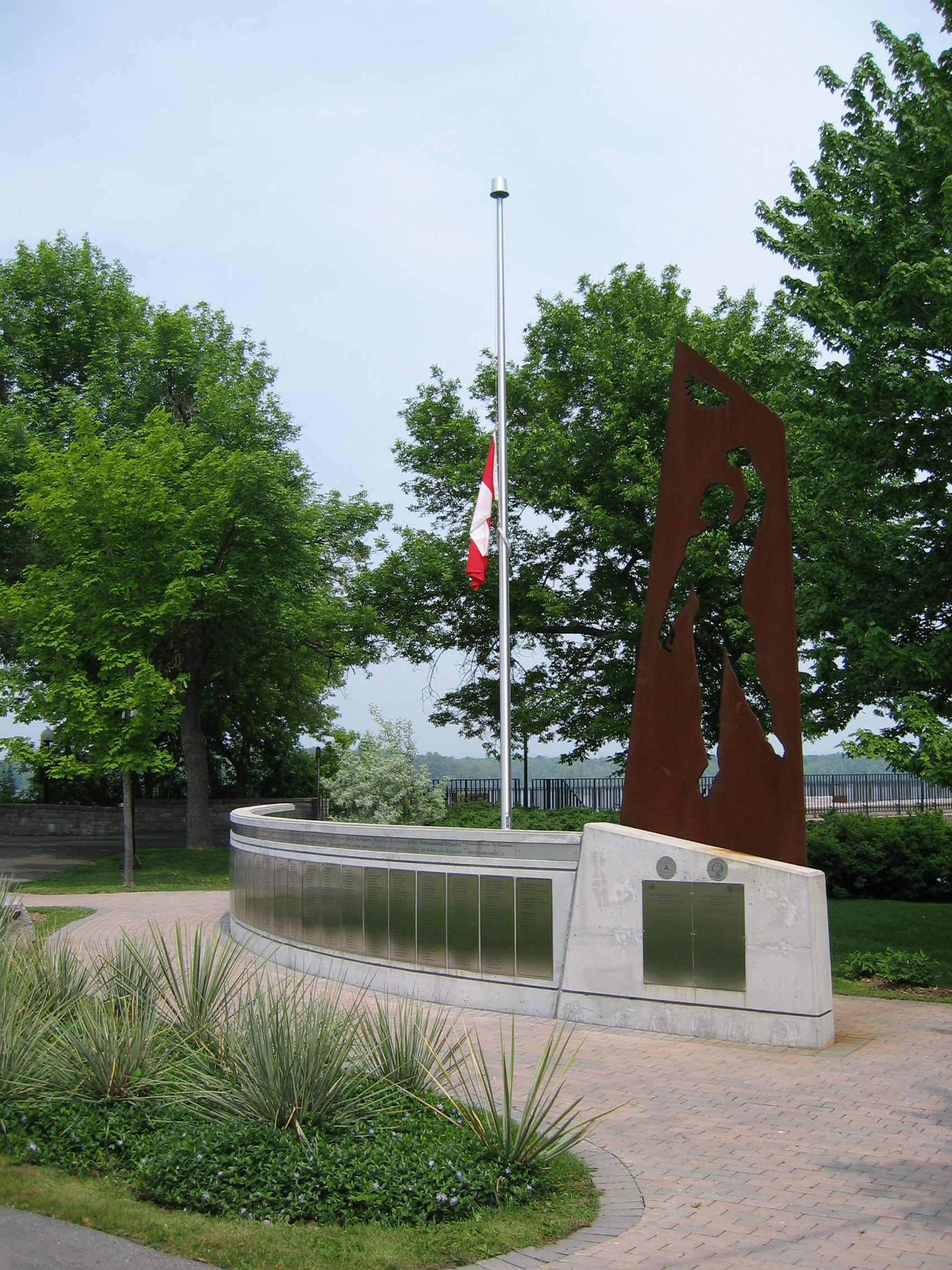
À Ottawa.
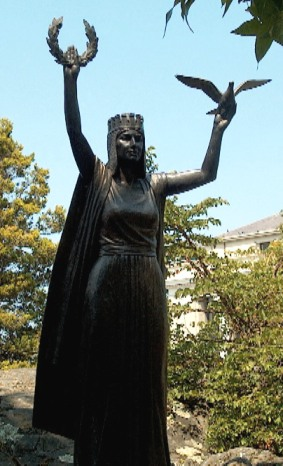
À Victoria (Canada).
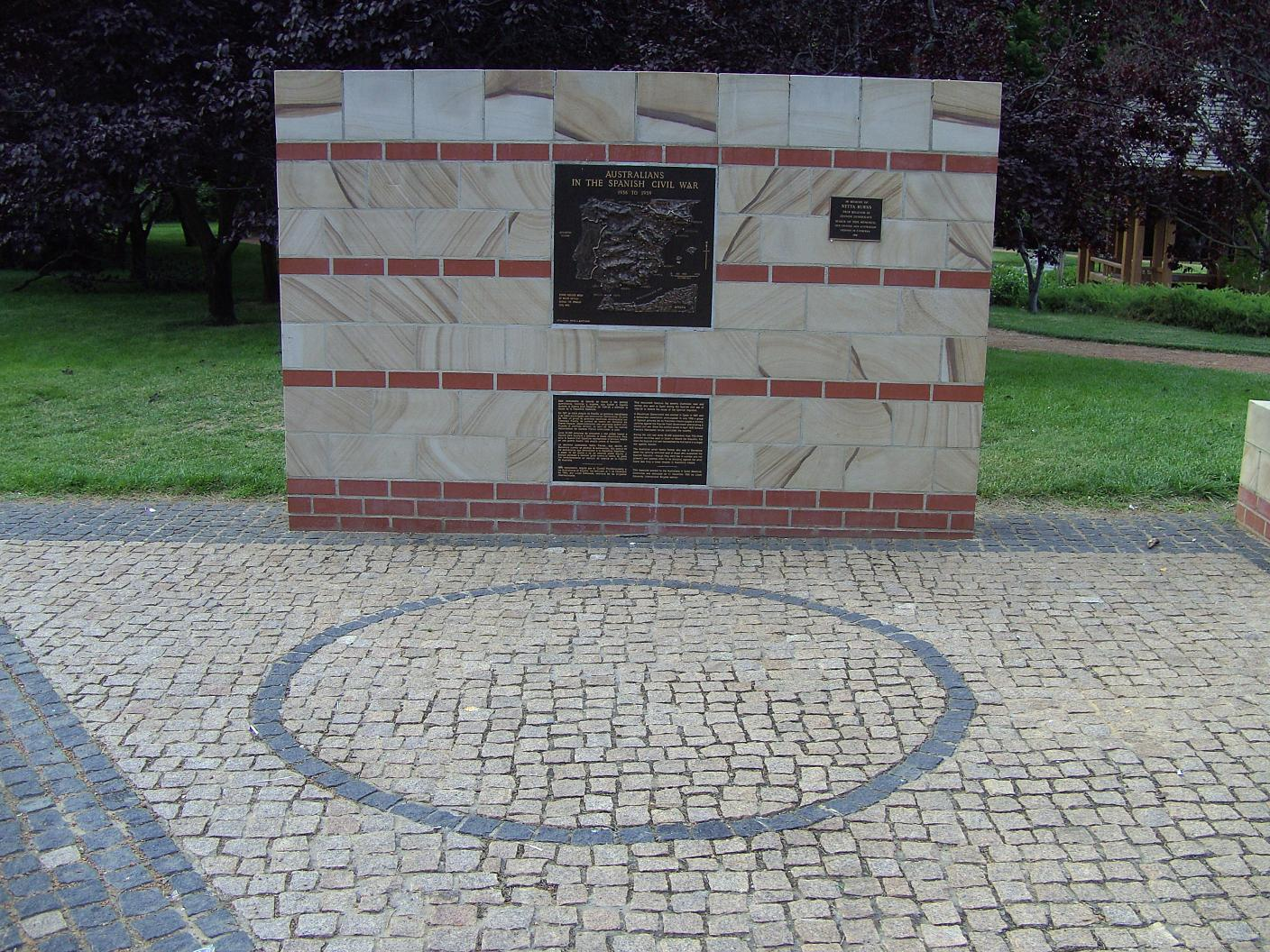
À Canberra.

### Études et références